# Hanková
Hanková (in ungherese Annafalva, in tedesco Hankendorf) è un comune della Slovacchia facente parte del distretto di Rožňava, nella regione di Košice.